# Галлґейр Енґебротен
Галлґейр Енґебротен (англ. Isabelle Weidemann; нар. 17 грудня 1999) — норвезький ковзаняр, чемпіон та бронзовий призер Олімпійських ігор 2022 року, призер чемпіонатів Європи.

## Олімпійські ігри
| Рік  | Місто        | 5000 метрів | Командна гонка |
| ---- | ------------ | ----------- | -------------- |
| 2022 | Пекін, Китай | 3           | 1              |

## Чемпіонат світу
| Рік  | Місто                | 1500 метрів | 5000 метрів | Командна гонка | Багатоборство |
| ---- | -------------------- | ----------- | ----------- | -------------- | ------------- |
| 2020 | Солт-Лейк-Сіті, США  | —           | —           | 7              | 11            |
| 2021 | Геренвен, Нідерланди | 10          | 12          | 4              | —             |